# Don Camillo e il suo gregge
Don Camillo e il suo gregge (titolo originale: Mondo piccolo. Don Camillo e il suo gregge) è la seconda raccolta di racconti (o romanzo a episodi) del giornalista e scrittore italiano Giovannino Guareschi.
La prima pubblicazione risale al 1953 sotto l'editore Rizzoli sulla scia del grande successo della prima raccolta, Don Camillo, da cui era stato tratto, l'anno prima, un film. Anche questa seconda raccolta riscuote un ampio successo e molteplici riedizioni.

## Trama
L'opera, suddivisa in quarantanove episodi e facente parte della serie Mondo Piccolo, è nuovamente ambientata in un paese della bassa padana a noi sconosciuto (Brescello viene scelto per girarvi i film), con l'eccezione della serie di nove racconti Storie dell'esilio e del ritorno che si svolgono nel paese di Monterana dove Don Camillo viene temporaneamente trasferito dal vescovo.
Don Camillo e il suo gregge narra le avventure umoristiche del prete di campagna, Don Camillo, in eterna lotta con l'amico-nemico, il sindaco Peppone, ora alle prese con le elezioni o con il tentativo di creare il primo kolkhoz italiano.
I racconti di Guareschi offrono, nella loro chiave umoristica, uno spaccato della vita nelle campagne dell'epoca, delle virtù e delle miserie paesane e delle tensioni fra cattolici e comunisti nel più ampio scenario dell'Italia del dopoguerra.

## Racconti
| nº | Titolo                                | Prima pubblicazione                 | Utilizzato nel film                     |
| -- | ------------------------------------- | ----------------------------------- | --------------------------------------- |
| 1  | Il cerchio si ruppe                   | Candido n. 52 28 dicembre 1947      |                                         |
| 2  | Furore                                | Candido n. 9 del 29 febbraio 1948   |                                         |
| 3  | Il commissario                        | Candido n. 11 del 14 marzo 1948     |                                         |
| 4  | La gran giornata                      | Candido n. 16 del 18 aprile 1948    |                                         |
| 5  | Tecnica del colpo di stato            | Candido n. 18 del 2 maggio 1948     |                                         |
| 6  | Miseria                               | Candido n. 26 del 27 giugno 1948    |                                         |
| 7  | Il figlio clandestino                 | Candido n. 5 del 30 gennaio 1949    |                                         |
| 8  | La volante (2)                        | Candido n. 9 del 27 febbraio 1949   |                                         |
| 9  | La bicicletta                         | Candido n. 10 del 6 marzo 1949      |                                         |
| 10 | La lettera                            | Candido n. 17 del 24 aprile 1949    | Il ritorno di don Camillo               |
| 11 | Legnate matrimoniali                  | Candido n. 6 del 3 febbraio 1950    | Don Camillo monsignore... ma non troppo |
| 12 | Gli spiriti                           | Candido n. 9 del 26 febbraio 1950   |                                         |
| 13 | L'anello                              | Candido n. 11 del 12 marzo 1950     |                                         |
| 14 | Il Kolchoz                            | Candido n. 23 del 4 giugno 1950     | Il compagno don Camillo                 |
| 15 | Favola di Abbondanza e Carestia       | Candido n. 42 del 15 ottobre 1950   |                                         |
| 16 | L'angelo del 1200                     | Candido n. 48 del 26 novembre 1950  |                                         |
| 17 | Gigino                                | Candido n. 1 del 7 gennaio 1951     |                                         |
| 18 | L'altoparlante                        | Candido n. 2 del 14 gennaio 1951    | Don Camillo e l'onorevole Peppone       |
| 19 | Radames                               | Candido n. 3 del 21 gennaio 1951    |                                         |
| 20 | Il muraglione                         | Candido n. 19 del 13 maggio 1951    | Don Camillo monsignore... ma non troppo |
| 21 | Il sogno del cappello verde           | Candido n. 21 del 27 maggio 1951    | Don Camillo e l'onorevole Peppone       |
| 22 | Ancora il fantasma dal cappello verde | Candido n. 22 del 3 giugno 1951     | Don Camillo e l'onorevole Peppone       |
| 23 | Il bianco                             | Candido n. 24 del 17 giugno 1951    |                                         |
| 24 | Civil e la banda                      | Candido n. 27 dell'8 luglio 1951    |                                         |
| 25 | La danza delle ore                    | Candido n. 28 del 15 luglio 1951    | Il ritorno di don Camillo               |
| 26 | La madonna brutta                     | Candido n. 34 del 26 agosto 1951    |                                         |
| 27 | Fulmine detto Ful                     | Candido n. 35 del 2 settembre 1951  |                                         |
| 28 | Due mani benedette                    | Candido n. 36 del 9 settembre 1951  |                                         |
| 29 | Triste domenica                       | Candido n. 40 del 7 settembre 1951  | Il ritorno di don Camillo               |
| 30 | Via Crucis                            | Candido n. 45 dell'11 novembre 1951 | Il ritorno di don Camillo               |
| 31 | Come pioveva (2)                      | Candido n. 47 del 25 novembre 1951  |                                         |
| 32 | La campana                            | Candido n. 47 del 25 novembre 1951  | Il ritorno di don Camillo               |
| 33 | Ognuno al suo posto                   | Candido n. 48 del 2 dicembre 1951   |                                         |
| 34 | Favola di santa Lucia                 | Candido n. 50 del 16 dicembre 1951  |                                         |
| 35 | Il fiume racconta anche questa storia | Candido n. 5 del 3 febbraio 1952    | Il ritorno di don Camillo               |
| 36 | Il bullo                              | Candido n. 8 del 24 febbraio 1952   |                                         |
| 37 | Ritorna il 1922                       | Candido n. 9 del 2 marzo 1932       | Il ritorno di don Camillo               |
| 38 | Qualcosa galleggia sull'acqua         | Candido n. 17 del 27 aprile 1952    |                                         |
| 39 | Il panzer                             | Candido n. 20 del 18 maggio 1952    | Don Camillo e l'onorevole Peppone       |
| 40 | Il popolo                             | Candido n. 21 del 25 maggio 1952    |                                         |
| 41 | Il ritorno di don Camillo             | Candido n. 22 del 1º giugno 1952    | Il ritorno di don Camillo               |
| 42 | Empòrio Pitaciò                       | Candido n. 26 del 29 giugno 1952    |                                         |
| 43 | Menelik                               | Candido n. 29 del 20 luglio 1952    |                                         |
| 44 | Commercio                             | Candido n. 31 del 2 agosto 1952     |                                         |
| 45 | Vittoria proletaria                   | Candido n. 11 del 15 marzo 1953     |                                         |

### Il cerchio si ruppe
- Fonte: Invenzione dal vero.
- Personaggi: Peppone, lo Smilzo, una squadra di venticinque comunisti, il Brusco, il Bigio, Gigiotto, il Lungo e sua moglie, il Pizzi, sua moglie e suo figlio, don Camillo, i carabinieri, la voce del Cristo, Spocchia, Fulmine, il Vescovo, Verola.

Spocchia, incalzato da Don Camillo, confessa l'omicidio del Pizzi. Peppone è furioso ma deve calmarsi perché teme che ora voglia uccidere suo figlio, unico testimone dell'omicidio. Quando arrivano a casa Pizzi trovano il ragazzo con la doppietta in mano e Spocchia morto.
- Episodio finale di una storia divisa in cinque racconti: Paura, Carta Canta, La paura continua, Giallo e rosa.

### Furore (1)
- Titolo in volume: La penitenza
- Fonte: Invenzione dal vero.
- Personaggi: Don Camillo, Peppone, la folla, il Brusco.

Si avvicinano le elezioni del 1948. Don Camillo fa una pesante predica contro il Fronte Democratico Popolare e contro l'idea di non dare l'assoluzione a chi vota comunista. Peppone va subito dopo a confessarsi.
- L'autore scrive a pochi giorni dall'annuncio dell'alleanza elettorale tra socialisti e comunisti per le elezioni generali del 1948.

### Furore (2)
- Titolo in volume: L'innocente
- Fonte: Invenzione dal vero.
- Personaggi: Don Camillo, il vecchio mendicante, la voce del Cristo, i carabinieri, Peppone, il Brusco, lo Smilzo, cittadini del paese.

Un vecchio mendicante, con un uccellino che tira su da un piatto i fogli della fortuna, chiede a Don Camillo una messa in suffragio al Re appena defunto. Dopo il rito viene aggredito dai paesani.
- Il 28 dicembre 1947 è morto Vittorio Emanuele III.
L'autore si rifà alle proteste contro una messa in suffragio per Mafalda di Savoia, morta in un campo di concentramento nazista.

### Il commissario
- Fonte: Invenzione dal vero.
- Personaggi: Il commissario della federazione, Peppone, lo Smilzo, don Camillo, la voce del Cristo, Stràziami e la sua famiglia, un figlio di Peppone.

Don Camillo distribuisce pacchi di viveri elettorali, che sono vietati ai comunisti. Peppone e il commissario federale scoprono che Stràziami ha disobbedito per la fame arretrata di suo figlio, e viene schiaffeggiato davanti a quest'ultimo dal funzionario cittadino.
- Il seguito e finale, intitolato Un caso di coscienza, è stato compreso nel volume Gente così.

### La gran giornata
- Fonte: Invenzione dal vero.
- Personaggi: Peppone, il Brusco, il Federale, don Camillo, la voce del Cristo.

Per la chiusura della campagna elettorale Peppone ha organizzato un grande comizio sulla piazza del paese. L'evento è disturbato da un aereo che lancia manifestini della DC e si dilegua prima che Peppone possa prenderlo a fucilate.
- L'autore si richiama ad un comizio a Roma di Togliatti, disturbato da lanci di materiale di propaganda del PSLI.
- Uscito nella domenica del voto e mirato a strappare qualche voto in più per la DC, il racconto è stato pesantemente tagliato dei riferimenti più vivi al clima di quei giorni nella trasposizione in volume.

### Tecnica del colpo di Stato
- Fonte: Invenzione dal vero
- Personaggi: Peppone, il Bigio, il Brusco, Stràziami, don Camillo, Gigio lo zoppo, lo Smilzo.

Peppone e i suoi sono in attesa dei risultati elettorali. Quando arriva la notizia che il fronte ha vinto Gigio lo zoppo tira fuori una lista di reazionari da uccidere, il primo dei quali è don Camillo. E mentre Gigio mette a punto il piano qualcuno fa visita al parroco.
- L'autore fa riferimento ad alcune false notizie effettivamente circolate nella Bassa e alle feste dei comunisti per la creduta vittoria.

### Miseria
- Fonte: Invenzione dal vero.
- Personaggi: Don Camillo, Peppone, lo Smilzo, Stràziami, il Lungo, la voce del Cristo.

Mentre in paese c'è uno sciopero generale cinque crumiri riescono a trovare lavoro in un podere sulla riva opposta del Po.
- L'autore si richiama ad una vicenda avvenuta a Carpignano Novarese, dove i più accesi agitatori di notte andavano a lavorare nei campi.

### Il figlio clandestino
- Titolo in volume: Le lampade e la luce.
- Fonte: Fantasia
- Personaggi: Don Camillo, la voce del Cristo

Don Camillo e il Cristo dell'altar maggiore dialogano delle idee degli uomini, dell'ignoranza umana e della rivelazione divina.

### La volante (2)
- Fonte: Fantasia
- Personaggi: Don Camillo, una donna, la voce del Cristo, Peppone, sua moglie e sua madre, il medico, un figlio di Peppone, lo Smilzo.

Uno dei figli di Peppone sta male e deve raggiungere quanto prima la città. Ci pensa Don Camillo, tenendolo stretto a sé, con una corsa folle in motocicletta.
- Preceduto dal racconto La volante (1)

### La bicicletta
- Fonte: Boscaccio - Fantasia
- Personaggi: Don Camillo, il ladro

Mentre è in città a Don Camillo rubano la bicicletta. Decide di tornare a piedi per aggravare la colpa del ladro, ma quest'ultimo lo sta seguendo, e alla fine si pente.

### La lettera
- Fonte: Invenzione dal vero.
- Personaggi: Don Camillo, Peppone, la voce del Cristo, Barchini

Peppone riceve una lettera dal partito. È stato scelto per andare a vivere in Russia, ma non ne è contento. Quando riceve il contrordine porta un cero in chiesa per ringraziamento, e non saprà mai che la lettera è stata spedita dal prete stesso.
- L'autore irride a un viaggio premio oltrecortina che non trova aspiranti. Secondo il Corriere della Sera del 7 febbraio 1950, infatti, sembra che nessun operaio rosso di Sesto San Giovanni voglia partecipare a un viaggio premio in Polonia di cui, sottolinea il giornale, è garantito il ritorno. Credono al paradiso e non lo vogliono visitare gratis, scrive a tale proposito l'articolista.
- In questo racconto il cognome di Peppone è Barigazzi. L'autore lo ha corretto in Bottazzi nella trasposizione in volume.

### Legnate matrimoniali
- Fonte: Invenzione dal vero
- Personaggi: Don Camillo, il vecchio Rocchi, sua moglie e sua figlia, Gigi Bariga detto il Falchetto, la voce del Cristo.

Paolina Rocchi, figlia del più clericale dei clericali, è innamorata del Falchetto, il più rosso dei rossi. Per potere convincere il padre e don Camillo ad acconsentire al matrimonio inventa una gravidanza. Ma anche per il Falchetto le cose non sono semplici.
- Utilizzato con notevoli adattamenti nel film Don Camillo monsignore... ma non troppo.

### Gli spiriti
- Fonte: Invenzione del vero
- Personaggi: Giorgio Morini, Peppone, la ragazza tedesca e suo figlio, la famiglia Morini, don Camillo

Giorgio Morini ha nascosto la donna tedesca che ama e suo figlio in una vecchia cascina. Non può portarla a casa, perché i tedeschi hanno ucciso i suoi tre fratelli.

### L'anello
- Fonte: Invenzione dal vero.
- Personaggi: Gisa Biolchi e il marito, la signora Mimì Torconi e suo marito, don Camillo, i carabinieri.

La casa dell'ex podestà Tronconi è ora abitata dai Biolchi, ex mezzadri alle sue dipendenze. Si dice che sia fuggito dopo il ribaltone ma un anello rivela come stanno davvero le cose.
- L'autore si è ispirato agli omicidi sommari di persone indicate come fascisti ma commessi solo per appropriarsi di danaro e gioielli.
- La storia continua nel racconto Cronaca spicciola.

### Il Kolchoz
- Fonte: Invenzione dal vero
- Personaggi: Boschini, i carabinieri, Peppone, gli occupanti, il notaio, lo Smilzo, don Camillo.

Peppone e i suoi occupano il podere incolto Le Ghiaie. Boschini, il proprietario, glielo affitta regolarmente a un prezzo simbolico. Dalla Russia arriva un trattore in dono, che non ne vuole sapere di funzionare. Almeno finché non ci mette mano don Camillo.
- Utilizzato con adattamenti nel film Il compagno don Camillo

### Favola di Abbondanza e Carestia
- Fonte: Fantasia
- Personaggi: Carestia, Marina (abbondanza), don Camillo, un ragazzo, il padrone della Bruciata.

Carestia è uno di città che vive con Marina (abbondanza), che lavora per tutti e due. Durante uno sciopero Carestia vuole lavorare e viene pestato. Giura che non lo farà più.

### L'angelo del 1200
- Fonte: Invenzione dal vero.
- Personaggi: Il vecchio Bassini, il restauratore, don Camillo, Peppone, un fotografo, i muratori, i pezzi grossi del paese, il Cristo che non parla ma ascolta.

Il vecchio Bassini muore lasciando una cifra notevole per far dorare l'angelo che sta sulla sommità del campanile. Si scopre così che è un'opera d'arte del 1200 e che non si dovrebbe tenere lontano dalla vista. Se ne fa fare una copia da issare al suo posto, ma don Camillo pensa che non sia giusto.
- L'autore si è ispirato alla sostituzione di un angelo del XIII secolo del duomo di Parma.

### Gigino
- Titolo in volume: Arrivi dalla città
- Fonte: Fantasia
- Personaggi: Gigino, la sua famiglia, don Camillo, Peppone

Gigino scappa di casa perché non vuole studiare, preferisce fare il meccanico. Trova ospitalità da don Camillo che, con l'assenso della famiglia, lo manda a studiare il mestiere da Peppone.

### L'altoparlante
- Fonte: Invenzione dal vero.
- Personaggi: Don Camillo, la voce del Cristo, Peppone, lo Smilzo, le reclute, il maresciallo dei carabinieri.

Peppone fa un comizio ai giovani che partono per la leva militare, ma fa presto a dimenticare le direttive pacifiste del partito quando don Camillo suona dal campanile La canzone del Piave.
- L'autore si richiama alle manifestazioni indette contro uno stanziamento di 150 miliardi per il potenziamento delle forze armate.
- Utilizzato con notevoli adattamenti nel film Don Camillo e l'onorevole Peppone

### Radames
- Fonte: Fantasia
- Personaggi: Ernani Gniffa, don Camillo, Radames Gniffa, Peppone, la voce del Cristo

Don Camillo e la gente del paese favoriscono lo studio del canto lirico al giovane Radames. Al debutto nell'Aida, emozionato dal pubblico, farà una gran bella figura grazie a una forte pedata arrivata da uno sconosciuto.

### Il muraglione
- Fonte: Invenzione dal vero.
- Personaggi: Manasca il giovane, Peppone, don Camillo, la vecchia Desolina, i guastatori, il Brusco, Bagò.

Manasca vuol tirare su un palazzo al centro del paese, occupando l'area incolta che suo padre non aveva mai voluto vendere. Peppone sostiene l'iniziativa, dal momento che ci sarà una nuova officina per lui, ma bisogna demolire un vecchio muro dove esiste un'antichissima madonnina. E nessuno vuole farlo.
- L'autore si è ispirato a una cappelletta incorporata in un edificio moderno.
- Utilizzato con adattamenti nel film Don Camillo monsignore... ma non troppo.

### Il sogno del cappello verde
- Titolo in volume: Fantasma con cappello verde (unito in racconto unico con la storia successiva)
- Fonte: Invenzione dal vero.
- Personaggi: Don Camillo, lo sconosciuto con il cappello verde, la voce del Cristo

Don Camillo si trova in chiesa in piena notte. Sentendo dei rumori si nasconde in un confessionale e vede uno sconosciuto che entra di nascosto e si inginocchia a pregare. Si addormenta, e al suo risveglio trova solo un cappello verde.

### Ancora il fantasma dal cappello verde
- Titolo in volume: Fantasma con cappello verde (unito in racconto unico con la storia precedente)
- Fonte: Invenzione dal vero.
- Personaggi: Don Camillo, lo sconosciuto con il cappello verde (Peppone), la voce del Cristo

Peppone ha stravinto le elezioni. Porta in chiesa un cero quale ringraziamento e si riprende il cappello verde che aveva lasciato. Don Camillo vorrebbe dirgli una cosa, ma la confessa al Cristo dell'altare maggiore.

### Il bianco
- Fonte: Invenzione dal vero.
- Personaggi: Il bianco, Peppone, don Camillo, Barchini.

Gli autobus sostituiscono l'antico tram a vapore e la diramazione esercitata con trazione a cavalli per il borgo. La società dei tram mette all'asta il bianco, l'ultimo cavallo utilizzato, che viene acquistato dal Barchini. Ma il Bianco ha nostalgia del tram.
- L'autore ricorda la diramazione da Mano a Roccabianca della Tranvia a vapore Parma-San Secondo-Busseto, rimasta in esercizio con una vettura a cavalli fino alla chiusura del 19 novembre 1939, sulla quale nel 1937 aveva viaggiato Marlene Dietrich.

### Civil e la banda
- Fonte: Invenzione dal vero.
- Personaggi: Il romagnolo, don Camillo, i pezzi grossi della parrocchia, Peppone, la voce del Cristo.

Il romagnolo vuole il funerale civile, e per aggirare l'abitudine dei cavalli attaccati al carro funebre del comune di fermarsi alla chiesa finanzia l'acquisto di un autofurgone, che viene inaugurato proprio da lui. Per una strana combinazione il motore si ferma sulla piazza, proprio di fronte alla chiesa.
- L'autore si è ispirato al funerale di un comunista morto a Spinadesco di Cremona, dove i cavalli del trasporto si sono fermati alla chiesa e solo dopo ripetuti tentativi sono stati convinti a proseguire senza la sosta del feretro per la cerimonia religiosa.

### La danza delle ore
- Fonte: Invenzione dal vero.
- Personaggi: Don Camillo, Peppone

Peppone aggiunge un orologio alla torre del comune, ma l'ora non concorda con quella del campanile. Si formano in paese due fazioni, ognuna che procede con l'ora di uno dei due orologi. In occasione di un fronteggiamento politico il pieno accordo tra i due orologi riporta la pace.
- Utilizzato con adattamenti nel film Il ritorno di don Camillo.

### La madonna brutta
- Fonte: Invenzione dal vero
- Personaggi: Don Camillo, Peppone, il vecchio Giarola, i fedeli, lo Smilzo

Una vecchia statua in terracotta, fatta male e ridotta peggio, è una spina nel fianco di don Camillo, che non se ne può liberare per la volontà contraria dei fedeli. Per la processione prepara un piano che dovrebbe farla cadere e andare in pezzi. Quando succede nessuno crede ai propri occhi.

### Fulmine detto Ful
- Fonte: Fantasia
- Personaggi: Don Camillo, il cane Fulmine, Peppone, un tipo di città, il figlio del campanaro.

Don Camillo, cacciatore senza cane, viene adottato da Ful, cane senza padrone.

### Due mani benedette
- Fonte: Invenzione dal vero.
- Personaggi: Peppone, il figlio del Lolli, lo Smilzo, Bigacci detto Bill, don Camillo.

Un bambino si presenta nell'officina di Peppone. Vuole una croce da mettere sulla tomba di suo padre. Peppone suda freddo quando sa che il nome da incidere è quello di Antonio Lolli, sommariamente ucciso dalla sua squadra durante i giorni della guerra civile. E obbliga il suo assassino a sistemarla nel posto giusto.
- L'autore si è ispirato alle esecuzioni sommarie di presunti fascisti per vendette personali. Una lettera giunta in redazione gli fa scoprire che esiste davvero un Antonio Lolli scomparso, di cui ancora si cercava la sepoltura.

### Triste domenica
- Fonte: Autobiografico.
- Personaggi: Bia Grolini, don Camillo, la moglie di Bia, il rettore, Giacomino Grolini.

Il figlio di Bia non ne vuole sapere di continuare gli studi. Don Camillo, su preghiera di Bia, va a trovarlo per sgridarlo e ricordargli i sacrifici del padre. Ma quando il bambino può correre in libertà durante una passeggiata don Camillo capisce come stanno le cose.
- Utilizzato con adattamenti nel film Il ritorno di don Camillo
- L'autore vede nella liberazione dal collegio di Giacomino quella libertà che lui collegiale non ha potuto avere.

### Via Crucis
- In volume: Storie dell'esilio e del ritorno
- Fonte: Fantasia
- Personaggi: Marasca e suo figlio, la maestra, don Camillo, il Vescovo, Peppone, la voce del Cristo.

Marasca non manda a scuola suo figlio il mercoledi, quando don Camillo tiene l'ora settimanale di religione. Il parroco va a parlarci ma viene male accolto e si difende a bastonate. Il Vescovo lo esilia a Monterana, dove però gli manca il crocifisso dell'altar maggiore.
- Continua con i racconti Come pioveva, Come pioveva, La campana, Ognuno al suo posto, e termina con Ispezione

### Come pioveva (2)
- In volume: Storie dell'esilio e del ritorno
- Fonte: Alluvione del Polesine del 14 novembre 1951.
- Personaggi: Le vecchie del Borgo, il Vescovo, il vecchio Bonesti, don Camillo, Peppone, la voce del Cristo.

Don Camillo torna in paese quando il grande fiume è gonfio dalle piogge e minaccia di rompere l'argine della Pioppaccia.

### La campana
- Fonte: Alluvione del Polesine del 14 novembre 1951.
- Personaggi: Don Camillo, la gente del Borgo, Peppone, le squadre di salvataggio.

L'argine non cede ma il Borgo e i dintorni si allagano. Don Camillo celebra la messa nella chiesa allagata, e il suono della campana rincuora la gente.

### Ognuno al suo posto
- Fonte: Alluvione del Polesine del 14 novembre 1951.
- Personaggi: Il vecchio Maroli e i suoi figli, le nuore, i nipoti, la nipotina Rosa, Peppone, don Camillo, la voce del Cristo.

Maroli vuole morire a casa sua, alluvione o no, e cerca l'aiuto di don Camillo per non essere costretto a evacuare.
- Il ciclo termina con il racconto Ispezione

### Favola di santa Lucia
- Fonte: Fantasia.
- Personaggi: Cesarino, suo padre Carlo, la bottegaia, un camionista.

Cesarino vive a Milano con suo padre ma per la festa di santa Lucia vuole tornare al paese per mettere le scarpe con la crusca sul davanzale. Suo padre dapprima lo ostacola, ma poi si pente.

### Il fiume racconta anche questa storia
- Fonte: Invenzione dal vero.
- Personaggi: Peppone, il Brusco, i consiglieri comunali, il maestro nuovo, gli scolari, un figlio di Peppone, un figlio di Scartini, i carabinieri.

Il figlio di Scartini odia Peppone, che ha picchiato suo padre, e guida una banda contro quella del figlio di Peppone. Un giorno lo ferisce, e convinto di averlo ucciso scappa per finire quasi annegato nel grande fiume.
- Utilizzato con notevoli adattamenti nel film Il ritorno di don Camillo

### Il bullo
- Fonte: Fantasia
- Personaggi: Peppone, lo Smilzo e i suoi rossi, uno della banda del Fontanaccio, il Mericano, don Camillo, la voce del Cristo, i carabinieri.

Il Mericano vuole farsi grande agli occhi dei paesani spostando a mano la statua di Ercole Farnese. Non tiene conto che anche Peppone e don Camillo non sono da meno di lui.

### Ritorna il 1922
- Fonte: Invenzione dal vero.
- Personaggi: Dario Camoni, Peppone, don Camillo, la voce del Cristo.

Nel 1922 Dario Camoni ha purgato Peppone e don Camillo. Fuggito dal paese a guerra finita vi torna per il carnevale travestito da pellerossa. Riconosciuto da Peppone si rifugia da don Camillo. Nella canonica una bottiglia di olio di ricino regola più di un conto.
- Utilizzato con adattamenti nel film Il ritorno di don Camillo

### La banda
- Fonte: Autobiografico
- Personaggi: Il marchese, il vecchio capobanda, il Falchetto, la moglie del marchese, don Camillo, il notaio.

Il marchese, appassionato e suonatore di clarinetto, forma una banda musicale di cui fa parte il Falchetto, anch'egli clarinettista e rosso. Finita la guerra è lui a ricomporre la banda tra le prese in giro del marchese, che però gli riserva una sorpresa dopo morto.

### Qualcosa galleggia sull'acqua
- Titolo in volume: La madre di Peppone (1ª parte del racconto)
- Fonte: Invenzione dal vero.
- Personaggi: Peppone, sua moglie e sua madre, don Camillo, la voce del Cristo, lo Smilzo

Don Camillo gira il paese per la benedizione di Pasqua delle case. Vorrebbe evitare quella di Peppone, scomunicato perché comunista, ma la madre del sindaco lo costringe a procedere. E in fondo non gli dispiace.
Don Camillo aiuta Peppone a comporre una lite tra salariati e agrari, con ampio resoconto pubblicato su l'Unità.
- La seconda parte del racconto non è stata compresa in volume.

### Il panzer
- Fonte: Fantasia
- Personaggi: Il vecchio Dorini, don Camillo, Peppone, lo Smilzo, il maresciallo

Dorini chiede aiuto a don Camillo per liberarsi di un panzer tedesco, rubato durante la guerra e conservato nel granaio. Viene coinvolto Peppone, quale abile meccanico. Durante la marcia parte un colpo che distrugge la colomba della pace sulla casa del popolo.
- Utilizzato con adattamenti nel film Don Camillo e l'onorevole Peppone

### Il popolo
- Fonte: Fantasia
- Personaggi: Don Camillo, Peppone, Cagnola, il Bigio, lo Smilzo.

Peppone raggiunge don Camillo nel suo esilio di Monterana, e gli dice di avere ucciso l'agrario Cagnola. Poco dopo arriva il Cagnola, convinto di avere ucciso il Bigio. In ultimo arriva lo Smilzo che riferisce che nessuno è morto.
- Questo racconto e il seguente vanno compresi tra Via Crucis e Come pioveva.

### Il ritorno di don Camillo
- Fonte: Fantasia
- Personaggi: Don Camillo, la voce del Cristo, il popolo del Borgo, il bambino appena nato di Gina Filotti e Mariolino della Bruciata, Peppone, lo stato maggiore comunista, il Vescovo

Al borgo è iniziato lo sciopero religioso. Il vecchio Tirelli non vuole essere confessato dal nuovo parroco e si fa portare da don Camillo. Mariolino e Gina, sposati, tornano in paese per farci nascere il loro bambino, e anche loro lo portano a don Camillo per il battesimo. Con tutto il paese a Montenara il vescovo non ha scelta, e richiama don Camillo alla sua parrocchia.
- Questo racconto e il precedente vanno compresi tra Via Crucis e Come pioveva.
- Questi nuovi racconti integrano le storie dell'esilio e del ritorno di Don Camillo, e sono destinati ad arricchire il libro "Il ritorno di Don Camillo", poi titolato "Don Camillo e il suo gregge".

### Empòrio Pitaciò
- Fonte: Fantasia
- Personaggi: Giosuè Bigatti (Pitaciò), la moglie e il figlio Anteo (Empòrio Pitaciò), Peppone, don Camillo, lo Smilzo, il Bigio.

Anteo Bigatti, perseguitato dal soprannome Empòrio Pitaciò, se ne va dal paese e nessuno ne sa più nulla. Anni dopo appare sui giornali, è diventato un grande e richiestissimo tenore. A richiesta dei paesani, pieno di boria, accetta di tenere un concerto al paese, ma stecca e fugge.

### Menelik
- Fonte: Fantasia
- Personaggi: Giàron e i suoi figli, il cavallo Menelik, i carabinieri, la voce del Cristo, don Camillo

Giàron, carrettiere di lungo corso, si vede abbandonato dai suoi figli quando comprano un camion, e continua a lavorare con Menelik, il suo fedele cavallo. Dopo avere visto morire due figli in un incidente si pente del suo atteggiamento.

### Commercio
- Fonte: Invenzione dal vero.
- Personaggi: Il Nero, Giuseppe Molotti, Peppone, don Camillo, la voce del Cristo.

Il vecchio Molotti paga mille lire l'anima del Nero, convinto di avere fatto un buon affare vendendo una cosa che non esiste. Ma la voce della coscienza lo tormenta.
- Utilizzato con adattamenti nel film Il ritorno di don Camillo.

### Vittoria proletaria
- Fonte: Invenzione dal vero.
- Personaggi: Lo Smilzo, Peppone, il Bigio, lo stato maggiore comunista, don Camillo, Mario Batoni, Desolina, il Brusco, il Lungo

Stalin è morto. I comunisti mettono un altarino per le firme, dove un ragazzo scrive contro il morto senza paura della reazione di Peppone e dei suoi. Ma accade anche che la Desolina, titolare del banco lotto, da i numeri del morto.

## Edizioni
- Giovannino Guareschi, Mondo Piccolo. Don Camillo e il suo gregge, I edizione, Milano, Rizzoli, maggio 1953,  pp. 446 + 46 disegni dell'Autore.